# Гњев (Пољска)
Гњев (пољ. Gniew) град је у Пољској у Војводству поморском. По подацима из 2012. године број становника у месту је био 6915.
.

## Становништво
| 2012. |
| ----- |
| 6.915 |